# Kaiser-Wilhelm-Tunnel

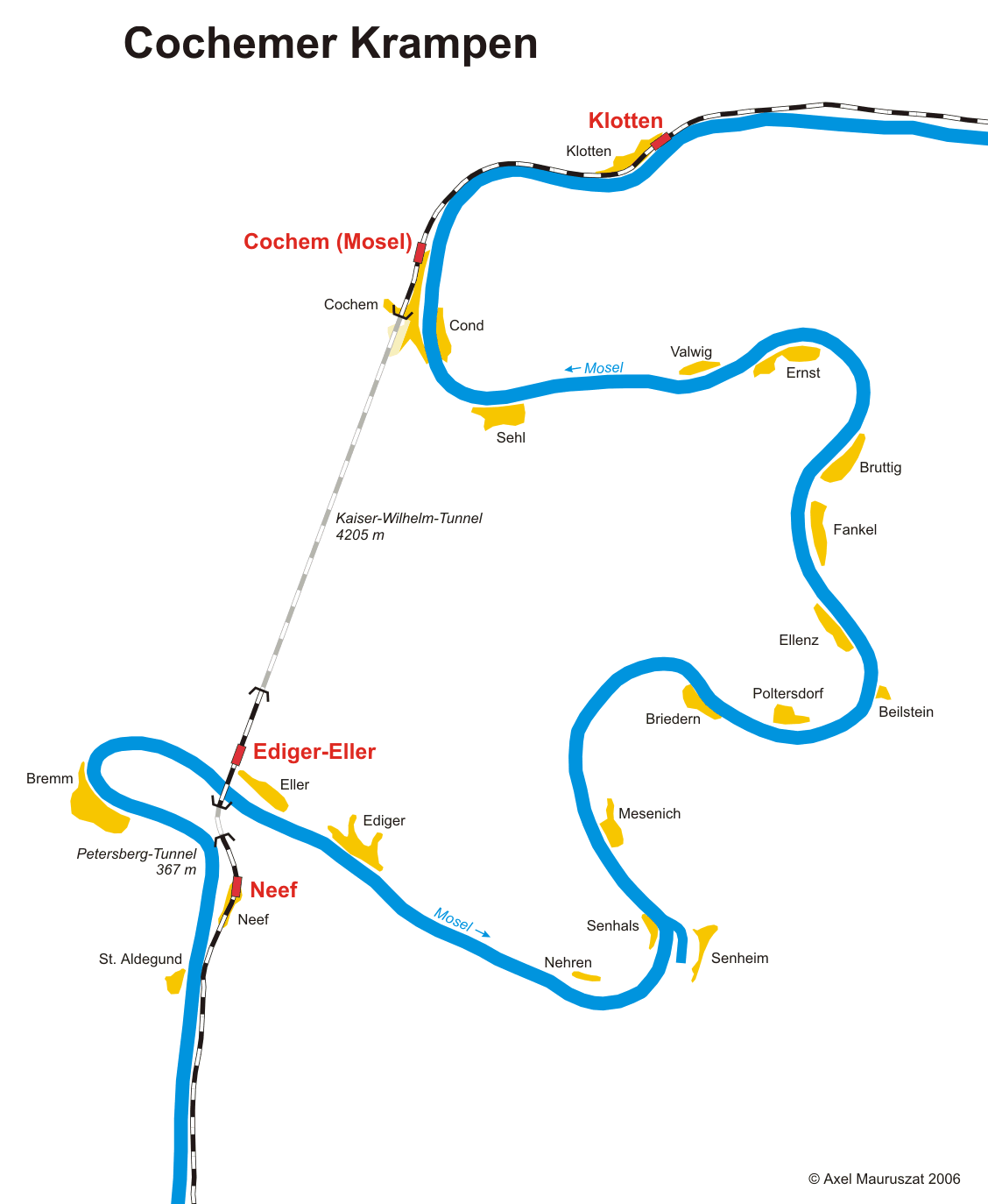
Lagekarte

Der Kaiser-Wilhelm-Tunnel (auch Cochemer Tunnel genannt) ist ein Eisenbahntunnel auf der Moselstrecke zwischen Cochem und Ediger-Eller. Die westliche Röhre (sog. AKWT = alter Kaiser-Wilhelm-Tunnel) ist 4205 Meter lang und war bis zur Eröffnung des Landrückentunnels 1988 Deutschlands längster Eisenbahntunnel. Erbaut wurde er von 1874 bis 1877. Wie andere herausragende Bauwerke wurde er nach dem Deutschen Kaiser Wilhelm I. benannt.

## Lage und Verlauf
Das nördliche Portal des Tunnels liegt mitten im Stadtgebiet von Cochem. Das südliche Portal im Ellerbachtal befindet sich rund 500 Meter vor dem Bahnhof Ediger-Eller. Direkt nach der Station überquert die Bahnstrecke auf einer Stahlbrücke die Mosel und führt durch den 367 m langen Petersberg-Tunnel nach Neef. Durch diese Bauwerke (Tunnel, Brücke und Tunnel) konnten der Moselkrampen und die große Moselschleife am Calmont (von Cochem bis nach Neef) umgangen und die Strecke von 30 Kilometern auf fünf Kilometer verkürzt werden. Die Trassenführung ist hierbei nahezu gerade.
Die Tunnelsohle des AKWT hat etwa in der Mitte einen Knick (Kulminationspunkt), um das zufließende Gebirgswasser nach beiden Seiten abzuleiten. Dies ist der Grund dafür, dass man vom einen Tunnelportal aus das gegenüberliegende Portal nicht sehen kann, obwohl der Tunnel gerade verläuft. Der Höhenunterschied zwischen den beiden Portalen beträgt knapp 14 Meter. In Abständen von 15 bis 18 m waren insgesamt 419 Sicherheitsnischen in den Seitenwänden als Unterstände eingebracht und alle 400 Meter jeweils ein mit einer Tür verschlossener Raum mit Licht und Fernsprecher.
Der AKWT wurde zweigleisig geplant und betrieben. Der Gleisabstand betrug 3,50 m. Seit der Fertigstellung des Umbaus 2017 befindet sich in der Röhre nur noch ein Gleis.
Ende der 1960er-Jahre projektierte RWE im Ellerbachtal, in unmittelbarer Nähe des Südportals, den Untersee für das große Pumpspeicherwerk Bremm. Der Kraftwerksbau wurde jedoch verworfen.
Von 1972 bis 1974 wurde die Strecke elektrifiziert, dafür wurde die Tunnelsohle um 60 cm abgesenkt.
Für die Sicherstellung der Löschwasserversorgung bei möglichen Bränden im Tunnel wurden von der Deutschen Bundesbahn in den Bahnhöfen Cochem und Ediger-Eller Löschwassertender bereitgehalten. Für eine sofortige Brandbekämpfung gehörte zur Ausrüstung der Tender auch eine Tragkraftspritze, Schlauchmaterial und Strahlrohre. Die Tender wurden durch einen sogenannten Katastrophenschutzwagen ergänzt. Dabei handelte es sich um einen Flachwagen, auf dem das Tanklöschfahrzeug (TLF) 16 der Freiwilligen Feuerwehr Cochem bzw. das Tragkraftspritzenfahrzeug (TSF) der Freiwilligen Feuerwehr Ediger-Eller im Alarmfall transportiert wurde. Es blieb bei regelmäßigen Übungen. 1988 wurden die Tender einschließlich der Flachwagen durch Kesselwagen ersetzt. Für den Transport der Einsatzfahrzeuge kamen wieder Flachwagen zum Einsatz. Durch die Löschwasserversorgungsleitung im Tunnel waren die vorgehaltenen Fahrzeuge überflüssig geworden.
Für Brandschutzmaßnahmen wurde im Jahr 2000 eine durchgehende Löschwasserversorgungsleitung in den Tunnel eingebaut; außerdem ist der Tunnel durchgehend beleuchtbar. Die Freiwilligen Feuerwehren in Ediger-Eller und in Cochem erhielten jeweils ein spezielles Hilfeleistungslöschfahrzeug für rund 500.000 Euro sowie eine spezielle Ausbildung für Tunnelrettung und für die Brandbekämpfung in Tunneln.

## Alte Lüftungstechnik AKWT

### Ventilatoren
Der Kaiser-Wilhelm-Tunnel hat wie kein anderer deutscher Eisenbahntunnel die Ingenieure vor große lüftungstechnische Probleme gestellt:
Mit der kürzer werdenden Zugfolge und den rasch ansteigenden Leistungen der Lokomotiven in den Jahren 1880 bis 1900 nahm auch das Problem der Abführung der Abdämpfe und der Rauchgase aus dem Tunnel zu. Es musste durch den Bau einer entsprechenden Belüftungsanlage Abhilfe geschaffen werden.
Diese bestand aus zunächst zwei im heute noch existierenden Maschinenhaus am Nordportal (Cochem) untergebrachten Lüftergebläsen der Bauart Saccardo, die im Jahr 1904 in Betrieb genommen wurden. Es handelte sich hierbei um zwei Radialventilatoren mit einem Flügelraddurchmesser von 3,5 Metern und einer Leistung von je 100 Kubikmetern pro Sekunde. Liefen beide Lüfter gleichzeitig (200 m³/s), betrug die Luftgeschwindigkeit bei stärkstem Gegenwind noch 2,4 Meter pro Sekunde.
Der Antrieb der Lüfter erfolgte durch einen Elektromotor mit 150 kW (= 204 PS) und einen Dieselmotor mit 175 PS. Der Wirkungsgrad dieser Anlage betrug lediglich vier bis sieben Prozent und der Jahresstromverbrauch summierte sich auf 850.000 Kilowattstunden.
Die Anlage bewährte sich bis etwa 1913, reichte dann aber nicht mehr aus, da die Verqualmung des Tunnels infolge der steigenden Zugzahlen kontinuierlich zunahm. Letztendlich stellte man auch fest, dass die aus Richtung Eller nach Cochem fahrenden Züge einen Teil des Rauches wieder mit in den Tunnel nahmen. Der überwiegend ostwärts ziehende Wind wirkte zusätzlich der Saccardo-Anlage entgegen. Die Preußischen Staatseisenbahnen entschlossen sich daher zur Abteufung eines Entlüftungsschachtes.

### Entlüftungsschacht
Dieser in den Jahren 1913 bis 1915 errichtete 230 Meter tiefe Schacht mit einem Durchmesser von vier Meter liegt in Kilometer 51+488, damit rund 1125 Meter vom Südportal entfernt in einem talseitigen Abstand von 15 Meter zur Tunnelachse. Der Schachtstuhl, der wie der gesamte Schacht in Klinkern gemauert wurde, war mit der Tunnelröhre durch einen gewölbten Querstollen verbunden, der sich in zwei Äste gabelte, die in etwa fünf Meter Abstand am Widerlager endeten.
Der Schacht wirkte wie ein Schornstein und hatte einen außerordentlich guten natürlichen Zug.
Da aber dennoch auch diese Vorrichtung nicht genügte, wurde am Schachtkopf, der sechs Meter über das Gelände herausragte, eine Absauganlage der Bauart Rateau mit ähnlichem Flügelraddurchmesser wie am Nordportal errichtet. Die Schachtmündung konnte maschinell verschlossen und Abdampf und Abgase abgesaugt werden. Meist lief diese Absauganlage auf dem Berg nur nachts, wenn Tunnelarbeiter im Tunnel tätig waren. Es handelte sich um einen Radialventilator mit einer Leistung von 200 Kubikmeter pro Sekunde, der durch einen Elektromotor mit ebenfalls 150 kW (= 204 PS) angetrieben wurde. Der Jahresstromverbrauch belief sich von anfänglich 32.000 kWh bis zu 116.000 kWh in den 1970er Jahren.
Da jedoch auch diese Anlage den Abgasen des ständig wachsenden Zugverkehrs auf Dauer nicht gerecht werden konnte (der Rauchpfropfen hatte sich nunmehr in die Tunnelmitte verlagert, weil die Anlage die nach Eller führende Tunnelstrecke absaugte), wurde 1937 die alte Saccardo-Anlage am Nordportal nach einem Vorschlag des Ingenieurs Hermann Föttinger vom strömungstechnischen Institut der Technischen Hochschule Berlin durch zehn Hochleistungs-Schraubenlüfter der Bauart „Siemens-Betz“ (und nicht Bauart „Föttinger“, wie oft zu lesen) ersetzt. Die Absauganlage auf dem Berg wurde mit Inbetriebnahme der neuen Siemens-Betz-Lüfter im Jahr 1938 stillgelegt; lediglich die Verschlussmechanik blieb in Funktion, um je nach Bedarf die Luftströmung in den Tunnelbereichen Cochem-Schacht bzw. Schacht-Eller bzw. Cochem-Eller steuern zu können.
Nach dem Umbau des Nordportals in den Jahren 1937/1938 nahm eine Stahlbetonkonstruktion zehn strahlenförmig um das Portal eingesetzte Einzellüfter auf. Die Achsen der Lüfter wurden aus aerodynamischen Gründen mit 14 Grad gegen die Tunnelachse geneigt. Jeder Lüfter war ein in ein eisernes Rohr eingelassener langsam laufender Elektromotor, auf dessen Rotationswelle eine achtflügelige Luftschraube befestigt war. Der Flügelraddurchmesser betrug 1700 Millimeter.
Bei einer Drehzahl von 480 Umdrehungen pro Minute förderte jede dieser Turbinen jeweils 39,5 Kubikmeter Frischluft pro Sekunde in den Tunnel. Von den zehn Turbinen waren im Regelfalle immer vier in Betrieb, die rund 160 Kubikmeter Frischluft pro Sekunde in den Tunnel bliesen. Wenn alle zehn Lüfter auf vollen Touren liefen, konnten pro Sekunde annähernd 400 Kubikmeter Luft mit einer Geschwindigkeit von bis zu 8 m/s durch die Tunnelröhre gedrückt werden, die die 4205 Meter lange Strecke in nur neun Minuten zurücklegten. Das freie aufrechte Stehen im Tunnel war ab sieben gleichzeitig laufenden Ventilatoren nicht mehr möglich. Jeder einzelne dieser Motoren nahm jeweils 19 Kilowatt Leistung auf. Der Jahresbedarf dieser Anlage lag durchschnittlich bei 1,2 Millionen Kilowattstunden.

### Die Anlagen vor der Grundsanierung 2014
Der Luftschacht verlor mit der Elektrifizierung (1974) und schließlich mit der letzten, festlich geschmückten Dampflok im Jahre 1976 seine Funktion – mehr noch, er wurde zu einer ständig wachsenden Gefahr: Die senkrecht im Berg stehende hydrostatisch drucklose Schachtröhre wirkte wie ein 230 m tiefer Brunnen, dem eine große Menge an Grundwasser zulief. Selbst wenn es in einem trockenen Sommer mehrere Wochen nicht geregnet hatte, fielen tief unten im Schachtstuhl größere Wassermassen an. Beim Gang durch den Tunnel konnte man den Schacht anhand des lauten Rauschens schon von Weitem erahnen.
Das kontinuierlich einfließende Bergwasser spülte mit den Jahren und Jahrzehnten mehr und mehr Mörtel aus oder zersetzte diesen. Das Mauerwerk der Schachtwandung wurde instabil und stürzte in den Schachtstuhl. Zuletzt lag dort ein mehrere Meter hoher Haufen herabgestürzter Klinker und ganzer Mauerteile. Es bestand Gefahr, dass eines Tages so große Massen einstürzen, dass sie durch die Luftkanäle bis auf das Gleisbett fallen. Eine darum erforderliche Sanierung des funktionslosen Schachtes wäre nur durch ein Bergbau-Fachunternehmen möglich gewesen und hätte Millionen gekostet.
Folglich entschloss sich die damalige Bundesbahndirektion in Saarbrücken, den Schachtstuhl mit einem Betonhocker zu verschließen und den Schacht vollständig zu verfüllen, was durch das Abbruchmaterial der Maschinen- und Transformatorengebäude auf dem Berg sowie durch herbei gefahrenes unbelastetes Erdreich im Jahre 1989 geschah.
Von der oberirdischen Anlage auf dem Cochemer Berg ist kaum mehr etwas zu erkennen; nur noch stehen gebliebene und aus alten Eisenbahnschienen bestehende Zaunpfosten zeugen davon, dass es sich hier einmal um ein Bahnbetriebsgelände gehandelt hatte. Im 230 Meter tiefer liegenden Tunnel künden nur noch die beiden aus dem Querstollen kommenden Luftkanäle von der einstigen Existenz des Schachtes. Der Querstollen endet an der etwa fünf Meter hohen Wand des Betonhockers, auf dem der verfüllte Schacht steht.
Von den zehn Siemens-Betz-Lüftern am Nordportal wurden Mitte der 1980er Jahre die unteren beiden und die oben im Firstbereich sitzenden beiden ausgebaut und nach Zwischenlagerung im ehemaligen Maschinenhaus bei dessen Überlassung an Dritte schließlich verschrottet. Die übrigen sechs Lüfter blieben weiterhin ans Netz angeschlossen und betriebsbereit. Sie konnten wahlweise einzeln oder zusammen – sowohl von dem noch von der Deutschen Bahn betriebenen elektrischen Teil des einstigen Maschinenhauses am Nordportal als auch vom Fahrdienstleiter im Bahnhof Cochem – geschaltet werden. In dem hinteren Teil des alten Maschinenhauses befand sich auch ein großes stationäres Notstromaggregat, mit dem die Lüfter bei Ausfall des Bahnstroms betrieben werden konnten.
Sie hatten sich bei Sandstrahlarbeiten im Tunnel sehr bewährt und hätten auch im Falle eines Zugbrandes im Tunnel die Rauchgasabfuhr zu dem Südportal hin gewährleistet.
Im Zuge der Sanierung der Tunnelröhre wurden die Lüfter am Nordportal Anfang 2015 ausgebaut, die Betonmauer, in die sie eingesetzt waren, wurde bei der laufenden Sanierung entfernt. Der Tunnel wurde dann wieder bis zum historischen (seit dem Einbau der Lüfteranlage freistehenden) Tunnelportal verlängert.

## Unfälle

### Unfall vom 27. Dezember 1913
Am 27. Dezember 1913 wurde nach einem Schienenbruch ein Gleisstück ausgetauscht. Seitens der Bauarbeiter wurde versäumt, die Baustelle abzusichern, seitens des Fahrdienstleiters in Cochem einem Güterzug die Ausfahrt aus dem Bahnhof erteilt, obwohl er wissen musste, dass die Arbeiten noch nicht abgeschlossen waren. Der Zug entgleiste, da er die Baustelle überfuhr, als das Schienenstück entfernt, aber noch nicht ersetzt worden war. Ein entgegenkommender Güterzug fuhr anschließend in den entgleisten Zug. Bei dem Unfall kamen zwei Menschen ums Leben, vier weitere wurden verletzt.

### Unfall vom 22. November 1948
Bei der Fahrt des Schnellzuges D 21 von Paris nach Koblenz gab es im Tunnel eine Kohlenstaubverpuffung im Führerhaus, das daraufhin in Brand geriet. Das mutige Eingreifen des Lokomotivführers August Vochtel verhinderte eine Katastrophe.

### Unfall vom 22. November 1997
Am 22. November 1997 verlor ein Güterzug von Dillingen (Saar) nach Gremberg im Tunnel eine fünf Tonnen schwere Stahlbramme, die von einem Wagen fiel, dessen Ladung ungenügend gesichert war. Anschließend löste sich eine zweite Bramme, die beim Abrutschen einen Wagen eines entgegenkommenden Güterzugs beschädigte, bevor auch sie herunterfiel. Die Lokomotive des entgegenkommenden Zugs fuhr auf die erste heruntergefallene Bramme auf und schob sie 600 Meter vor sich her.

## Ausbau 2008–2017

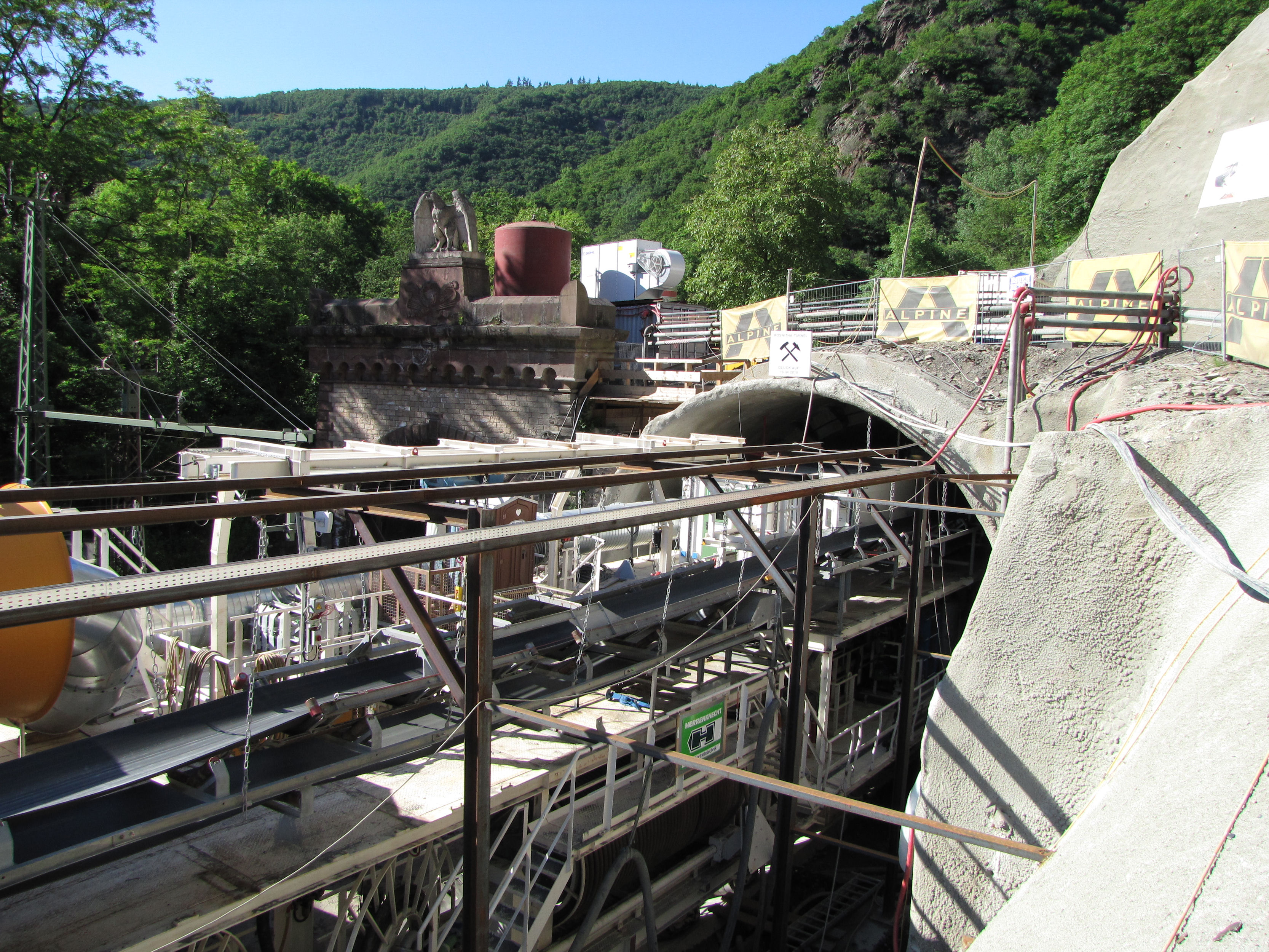
Kaiser-Wilhelm-Tunnel bei Eller, Bau der zweiten Tunnelröhre (Juni 2010)

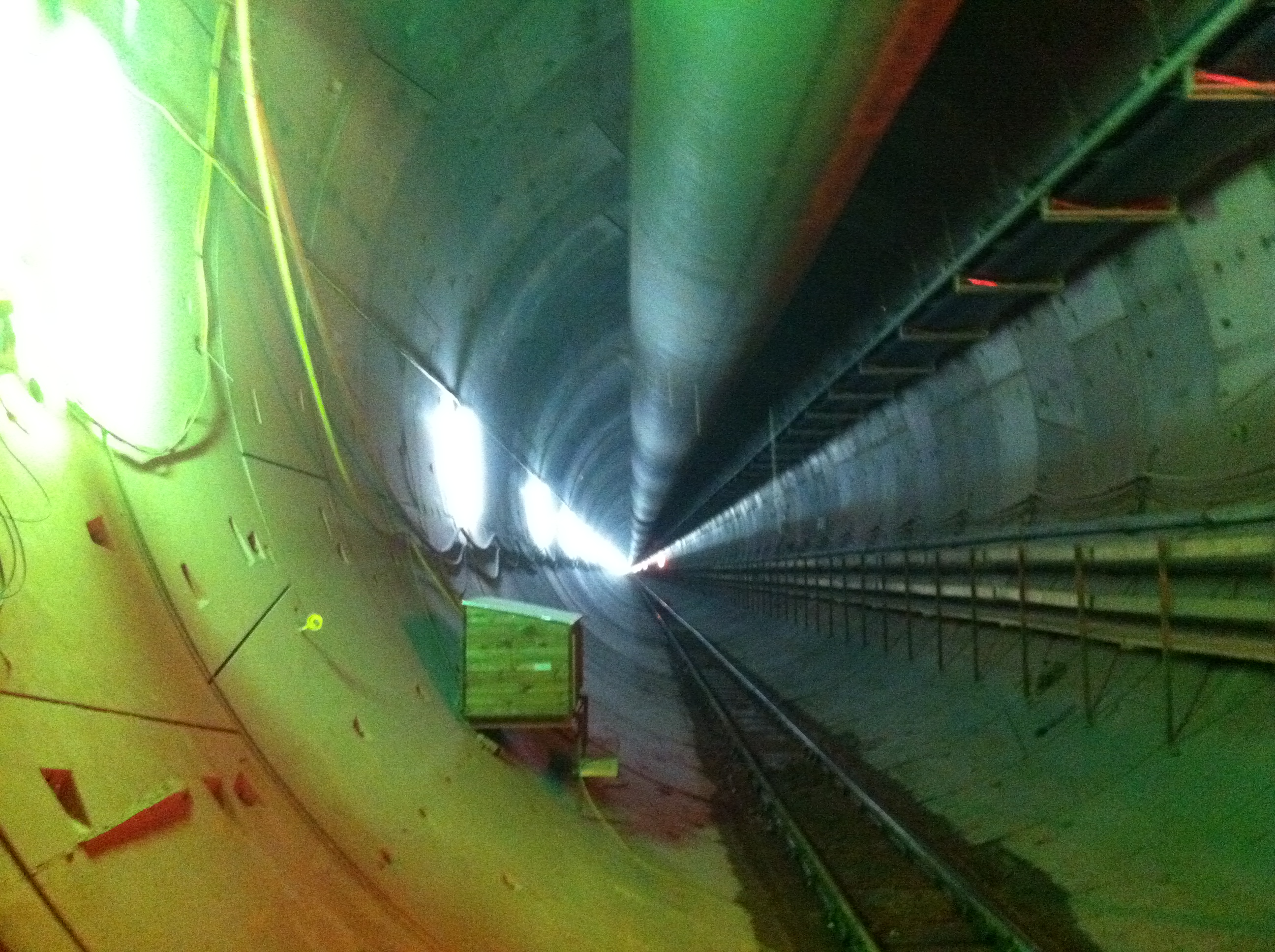
Blick in die neue Röhre des Kaiser-Wilhelm-Tunnel bei Meter 440 in Richtung Nordportal während der Bauphase (April 2011)

Zur Verbesserung der Sicherheit wurde eine zweite parallele, 4242 Meter lange Tunnelröhre, östlich der alten Röhre gebaut (NKWT = neuer Kaiser-Wilhelm-Tunnel). Beide Röhren nehmen je ein Gleis auf und sind über acht hermetisch verschließbare Querstollen miteinander verbunden. Die Unterlagen der Planfeststellung sahen rund 900.000 t anfallendes Ausbruchmaterial vor. Diese Mengen wurden, um rund 36.000 Lkw-Fuhren durch Cochem oder das Moseltal bei Eller zu vermeiden, per Schüttgutwagen der Bahn abtransportiert und zur Rückverfüllung und Rekultivierung eines Tontagebaus bei Wallmerod im Westerwaldkreis genutzt.
Die geplanten Kosten lagen 2008 bei 200 Millionen und 2012 bei rund 210 Millionen Euro. Davon sollten rund 135 Millionen auf den Neubau und etwa 75 Millionen Euro auf die Sanierung der bestehenden Röhre entfallen.
Der Bau der neuen Röhre des Kaiser-Wilhelm-Tunnels erfolgte vom 10. April 2010 bis zum 7. November 2011 einschalig mit Tübbingen mit einer Tunnelvortriebsmaschine. Er startete bei Ediger-Eller.
Ab Mitte Juni 2012 wurden vor dem südlichen Portal nördlich von Ediger-Eller Gleisanlagen und Weichen des alten Richtungsgleises in Fahrtrichtung Koblenz demontiert. Damit wurde Platz geschaffen für den Bau des Gleises in der neuen Röhre. Bis zur Fertigstellung der neuen Röhre wurde der Bahnverkehr eingleisig durch die alte Röhre geführt.

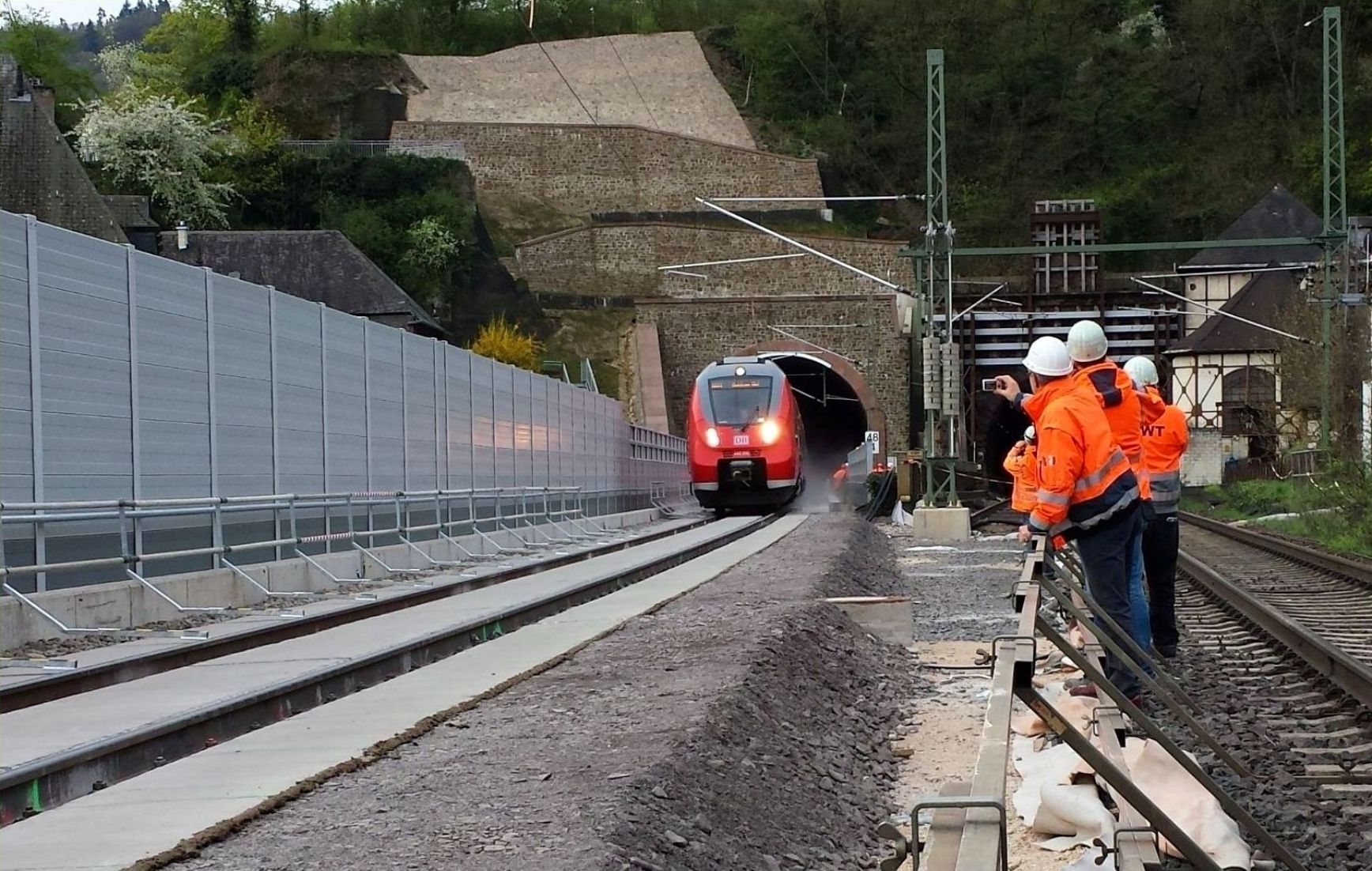
Durchfahrt des ersten Zuges durch den Neuen Kaiser-Wilhelm-Tunnel in Cochem am 7. April 2014 um 8.35

Am 7. April 2014 wurde die neue Röhre für den Verkehr freigegeben. Als erster Zug fuhr eine Regionalbahn von Trier nach Koblenz durch die Röhre.
Zwischen 2014 und 2017 wurde der alte Tunnel erneuert, wobei in den bestehenden Querschnitt eine neue, eingleisige Ortbetonröhre eingezogen wurde.
Seit dem 2. Juli 2017 wird die Strecke wieder zweigleisig (je ein Gleis pro Tunnelröhre) befahren. Im Bereich der Tunnelröhren besteht der Oberbau aus einer auch von Straßenfahrzeugen befahrbaren festen Fahrbahn.
Während des Planfeststellungsverfahrens 2004 war noch vorgesehen, die Arbeiten 2006 zu beginnen und bis 2012 abzuschließen.
Vor Beginn der Baumaßnahmen fuhren rund 170 Züge pro Tag durch den Tunnel, mit einer Durchschnittsgeschwindigkeit von 90 bis 120 km/h.

## Daten zum Bau
- 15. Mai 1874: Beginn der Bauarbeiten in Eller, drei Monate später in Cochem
- 1875: Einsatz von Maschinen, vorher wurde noch von Hand vorgetrieben
- 4. Mai 1877: Durchstich und Ausmauerung der Gewölbe
- 1. Januar 1878: Erste Durchfahrt eines Zuges
- 15. Mai 1879: Freigabe für den Eisenbahnverkehr
- 1972–1974: Elektrifizierung
- 13. August 2008: Beginn mit dem Bau der zweiten Tunnelröhre
- 7. November 2011: Tunneldurchschlag[12][13]
- 23. Juni 2012: Öffentliche Begehung des Rohbaus
- 7. April 2014: Inbetriebnahme der neuen Tunnelröhre[14]
- 2014: Erneuerung des bestehenden Tunnels[1]
- 2015: Installation der Festen Fahrbahn und der technischen Ausrüstung im bestehenden Tunnel[1]
- 2. Juli 2017: Wiedereröffnung des bestehenden Tunnels
- Anfang Oktober 2017: Inbetriebnahmefeier nach Abschluss der Restarbeiten[15]